# Karl Wieninger
Karl Wieninger (* 28. April 1905 in München; † 20. August 1999) war ein deutscher Politiker der CSU.

## Leben und Beruf
Wieninger ist in München-Sendling aufgewachsen. Er gehörte in der Zeit des Nationalsozialismus zur Freiheitsaktion Bayern, einer königstreuen Oppositionsgruppe.
Mit Übernahme der elterlichen Porzellanfabrik war Wieninger seit 1942 als Unternehmer tätig. Zu Beginn der 1950er Jahre war Wieninger Vorsitzender eines Senats im Entnazifizierungsverfahren und 1969 bis 1972 ehrenamtlicher Handelsrichter am Landgericht München I Nach Beendigung seiner beruflichen und politischen Laufbahn wirkte er als freischaffender Schriftsteller.

## Partei
Wieninger gehörte 1945 zu den Mitbegründern der CSU.

## Abgeordneter
Wieninger war von 1946 bis 1952 Stadtrat in München. Er gehörte dem Deutschen Bundestag von 1953 bis 1965 an. Von 1957 bis 1965 war er Vorsitzender des Bundestagsausschusses für Mittelstandsfragen. Er setzte sich über viele Jahre für ein Verbot des Betriebs- und Belegschaftshandels ein, da dieser den Einzelhandel in seiner Existenz gefährde. Ein auf seine Initiative von den Fraktionen der CDU/CSU und der DP 1958 eingebrachter entsprechender Gesetzesentwurf wurde Ende 1960 von Bundestag und Bundesrat verabschiedet. Bundespräsident Heinrich Lübke weigerte sich jedoch, das Gesetz zu unterzeichnen, da es gegen die im Grundgesetz garantierte Freiheit der Berufswahl verstoße.

## Auszeichnungen
- 1964: Bayerischer Verdienstorden
- 1965: Großes Bundesverdienstkreuz mit Stern

## Veröffentlichungen
- Die Bettlerin des lieben Gottes. Höfling, München 1931.
- Oh Mensch bedenk die Ewigkeit. Athesia, Bozen 1976.
- Südtiroler Gestalten. Athesia, Bozen 1977.
- Hier in diesem Hause. Athesia, Bozen 1978.
- Bayerische Gestalten. 74 Lebensbilder von Herzog Tassilo III. bis Werner Heisenberg. Hugendubel, München 1981, ISBN 3-88034-061-7.
- Lausbubenjahre in Sendling. München 1983.
- In München erlebte Geschichte. Strumberger, München 1985.
- Max von Pettenkofer. Hugendubel, München 1987.